# André Pestana
André Pestana (10 de janeiro de 1977 (48 anos)) é um professor e sindicalista português, coordenador nacional do Sindicato de Todos os Profissionais da Educação (S.T.O.P), função que desempenha a tempo inteiro desde setembro de 2022.

## Juventude e formação
Pestana é natural de Coimbra, filho de professores. Ele mesmo um professor, apesar de se ter formado em Biologia, começou a sua vida académica como estudante de Bioquímica, em 1995, tendo mudando para Biologia dois anos depois. Na Universidade de Coimbra, Pestana já era conhecido pela sua personalidade reivindicativa, tendo feito parte de listas para a Associação Académica. Mais tarde, obteve uma bolsa de doutoramento que permitiu a realização de um trabalho de investigação na Amazónia.

## Sindicato
É o coordenador nacional do Sindicato de Todos os Profissionais da Educação (S.T.O.P.), um sindicato lançado em fevereiro de 2018. O sindicato destacou-se por promover um sindicalismo democrático, transparente e combativo, diferenciando-se de outras organizações sindicais tradicionais.
No entanto, em 2023, surgiram tensões internas significativas dentro do S.TO.P.. Em setembro desse ano, André Pestana foi acusado por membros da direção de "sequestrar" as contas bancárias e as redes sociais do sindicato, agindo de forma unilateral e sem consultar os restantes corpos gerentes. Essas ações resultaram em acusações mútuas de falta de transparência e de desvio dos princípios fundadores da organização. 
A disputa interna culminou em dezembro de 2023, quando André Pestana foi reeleito coordenador do S.TO.P. em eleições que a restante direção do sindicato considerou ilegais. A direção apresentou queixa ao Ministério Público, alegando que o coordenador não respeitava as decisões democráticas internas e que agia de forma autocrática. 
Estes conflitos internos geraram divisões significativas dentro do sindicato. Apesar das controvérsias, André Pestana continuou a ser uma figura de relevo na luta das escolas.

## Política
Vindo de uma família tradicionalmente de esquerda, André Pestana militou na Juventude Comunista, organização do Partido Comunista Português, que abandonou por reconhecer “a falta de democracia nos países com um regime comunista”. Mais tarde, fez parte de outro partido de esquerda, o Bloco de Esquerda, partido que também abandonou. Depois de ter feito parte do Movimento Alternativa Socialista (MAS) por mais de 10 anos e ter sido um dos seus fundadores, demitiu-se em 2023.
A saída do MAS foi anunciada publicamente em julho de 2023 e ocorreu após divergências internas sobre a direção política do partido, especialmente relacionadas à proposta de ligação ao movimento "Juntos Vamos Mudar", formado por professores e visando transpor as lutas do setor para o espectro político-partidário. 
A saída de André Pestana intensificou uma crise interna no MAS, expondo disputas entre os membros da direção. Acusações mútuas emergiram, incluindo alegações de "sequestro" de recursos do partido, como contas bancárias e redes sociais, por parte de facções opostas. Renata Cambra, então porta-voz do MAS, acusou Pestana e outros membros de agirem unilateralmente, enquanto que estes alegaram que a maioria do partido estava a minar a liderança histórica que o fundou. 
Já em dezembro de 2024, André Pestana anunciou a sua candidatura às eleições presidenciais portuguesas de 2026.